# 乳房雲
乳房雲（ちぶさぐも、にゅうぼうぐも、にゅうぼううん、英語: mammatus、ラテン語学術名:mamma、略号:mam）は、雲の分類において部分的に特徴のある雲（副変種）の1つ。雲底からたくさんの丸みのあるこぶが垂れ下がっている状態。巻雲、巻積雲、高積雲、高層雲、層積雲、積乱雲に現れる。
学術名はラテン語の"mamma"（「乳房、胸」を意味する）にちなむ。
乳房雲は、雲の内部で生じた対流などに起因して、雲底付近で下降気流や渦流が発生している時に発生する雲である。形を変えやすく、長くても1時間程度で消えてしまう。乳房雲がみられたとき、とくに乳房雲が消えた後に、強い雨に注意が必要とされる。なお、積乱雲の乳房雲はその進行方向側に現れる傾向がある。

## ギャラリー

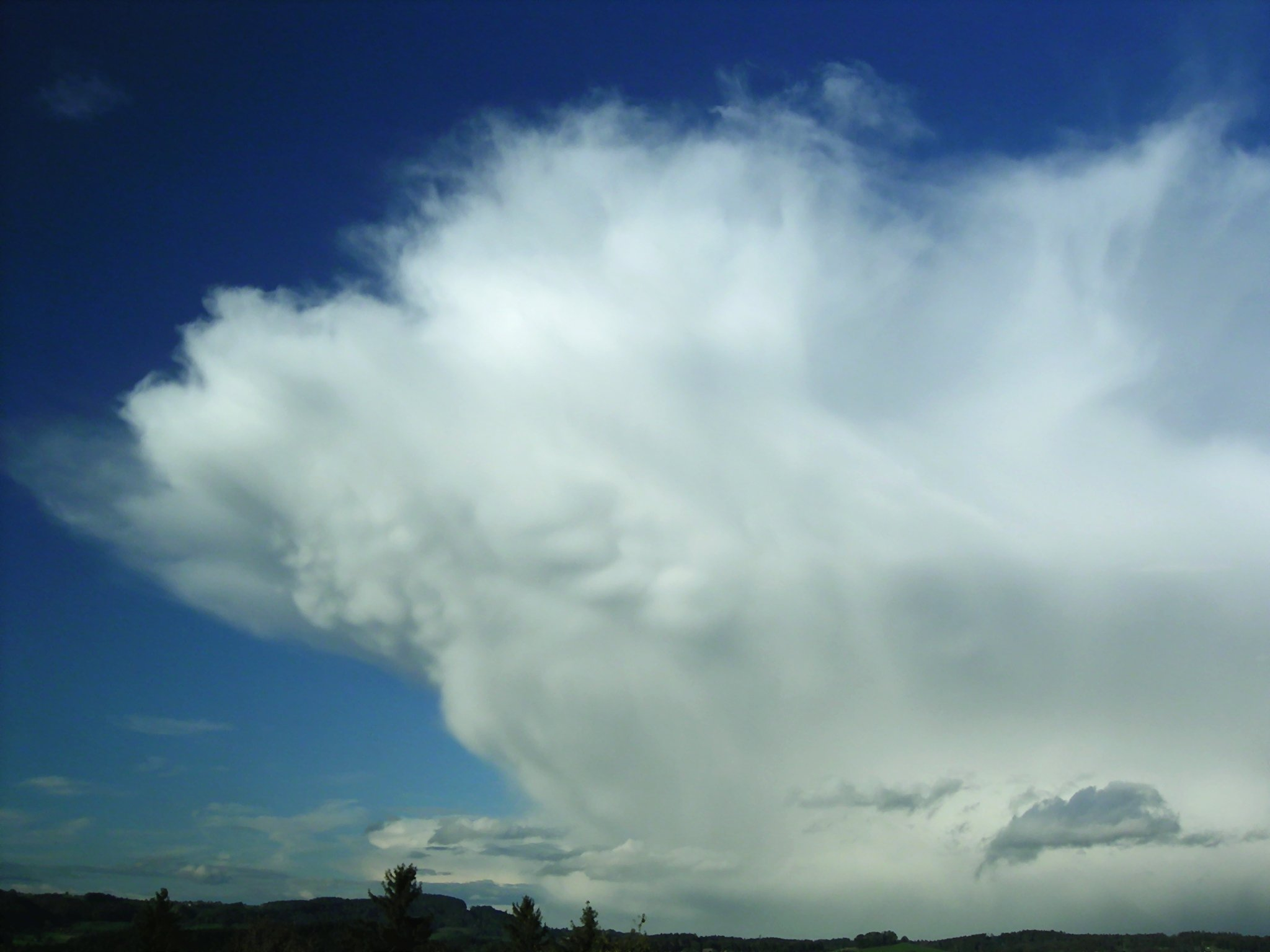
積乱雲の上部にできた乳房雲
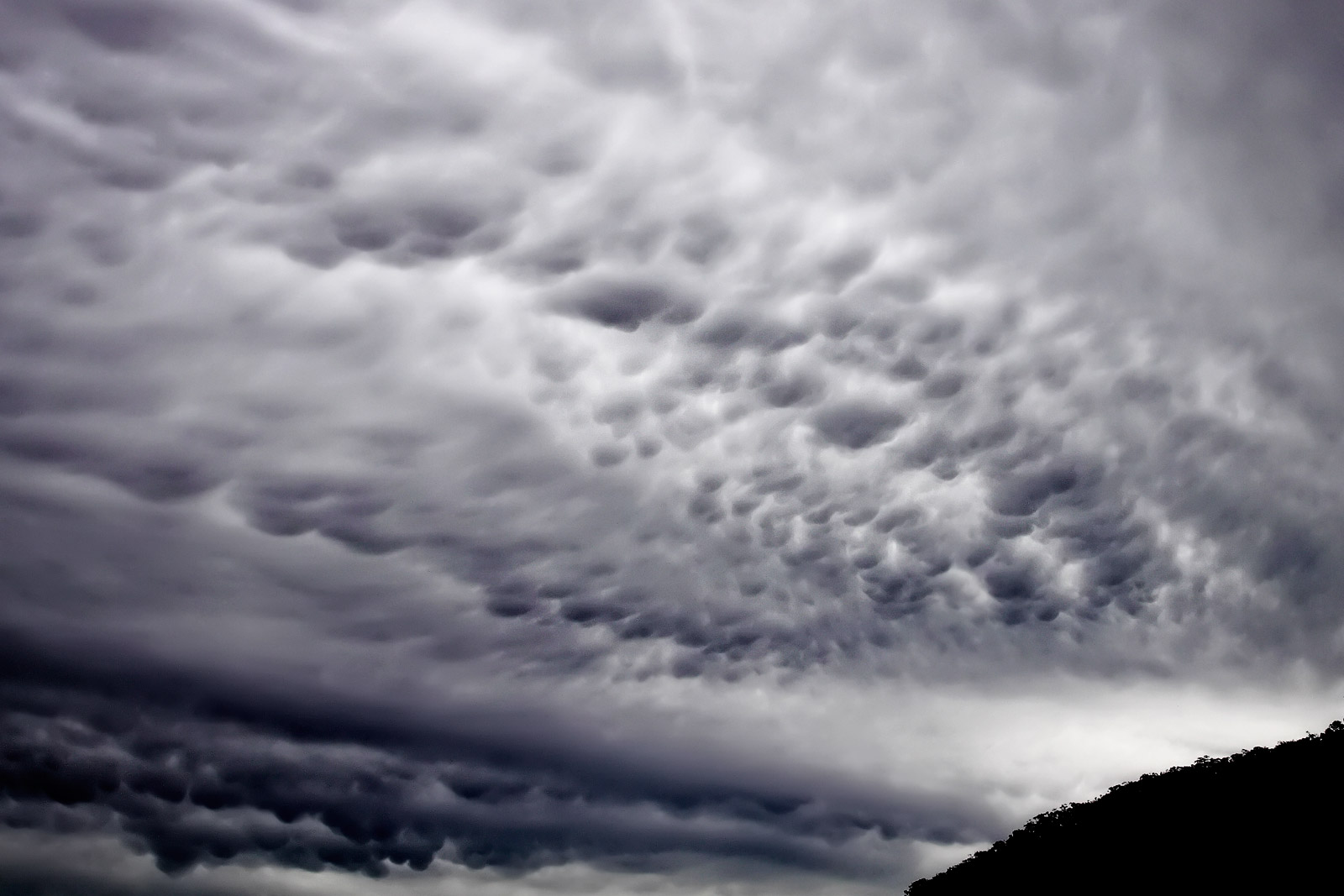
畝状の層積雲に現れた乳房雲
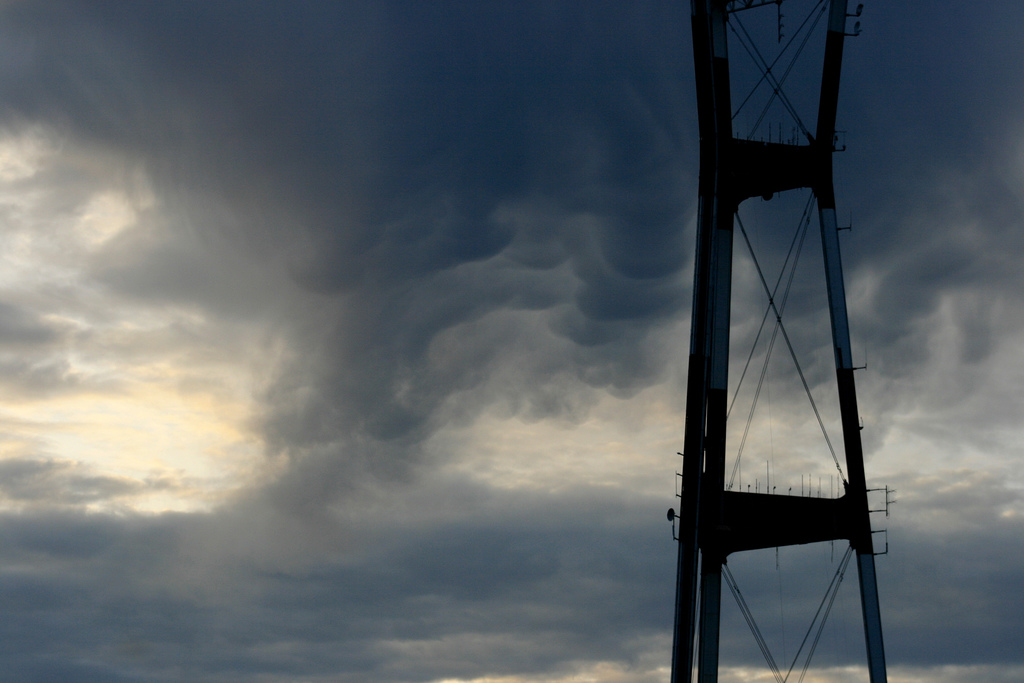
一部が尾流雲に変わりつつある乳房雲
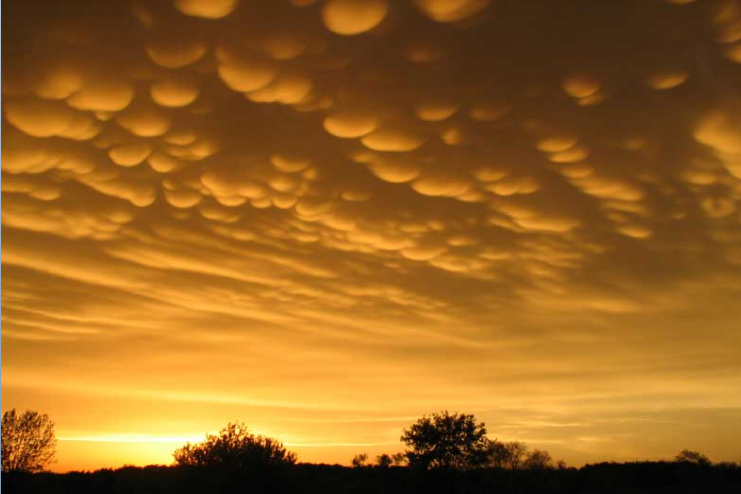
夕日に照らされて浮かび上がる乳房雲